# Burnin’
A  Burnin’ 1973-as lemez a Bob Marley & The Wailerstől.

## Számok

### A oldal
1. "Get Up, Stand Up"
2. "Hallelujah Time"
3. "I Shot the Sheriff"
4. "Burnin’ And Lootin’"
5. "Put It On"

### B oldal
1. "Small Axe"
2. "Pass It On"
3. "Duppy Conqueror"
4. "One Foundation"
5. "Rastaman Chant"